# Перламутровка анадиомена
Перламутровка анадиомена, или перламутровка восточная лесная, или перламутровка Афродита (лат. Argynnis anadyomene), — вид дневных бабочек из семейства нимфалид (Nymphalidae).

## Описание

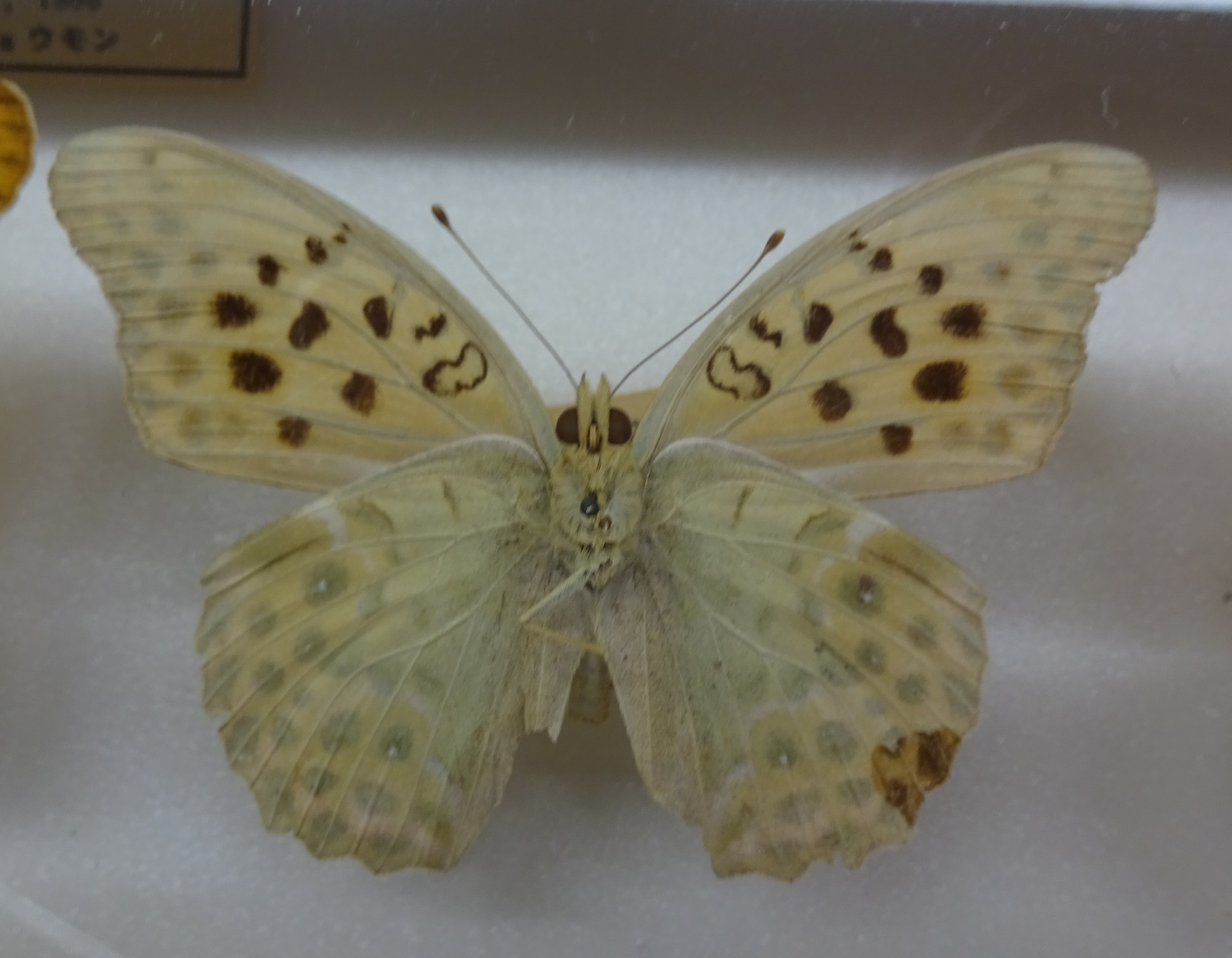
Нижняя сторона крыльев

Длина переднего крыла самцов 33—37 мм, самок 34—39 мм. Размах крыльев самцов 62—69 мм, самок 67—76 мм. Внешний край переднего крыла волнистый, вогнутый в середине. Край заднего крыла зубчатый. Основной фоновый цвет крыльев самца красновато-рыжий. Вдоль края крыльев тянутся три перевязи, образованные округлыми черными пятнами. Центральная ячейка переднего крыла с изогнутыми линиями и пятнами. Вторая снизу жилка с андрокониальным утолщением. Основной фоновый цвет крыльев самок охристо-бежевый с зеленоватым оттенком: у затемненной вершины переднего крыла заметно белое пятнышко. Элементы чёрного рисунка на переднем крыле самок несколько обширнее, чем у самцов. На нижней стороне переднее крыло тёмно-жёлтое, без чёрного рисунка на внешней части крыла. Задние крылья оливково-желтого цвета с отливом: у переднего края заметен белый мазок, от которого начинается перевязь из зеленоватых пятен без чётных очертаний, центрированных белой точкой.

## Ареал
Дальний Восток России, Корея, Северо-Восточный Китай.

## Биология
Развивается в одном поколении за год. Время лёта с середины июня по середину сентября. Бабочки встречаются в редкостойных широколиственных и смешанных лесах, на полянах и опушках. Кормовые растения гусениц — фиалки. Гусеница зимует. Куколка коричневая с зеленовато-охристым отливом.

## Подвиды
- A. a. anadyomene  С.Felder & R.Felder, 1862  сКитай
- A. a. ella  Bremer, 1864 Дальний Восток России
- A. a. midas  Butler, 1866 Япония
- A. a. prasoides  Fruhstorfer, 1907 Корея